# Fiume Tashkurgan
(Lee Chingching, Dust in the Wind: Retracing Dharma Master Xuanzang's Western Pilgrimage)
Il Tashkurgan (cinese: 塔什库尔干河; pinyin Tǎshíkù'ěrgàn hé; uiguro: تاشقۇرقان) è un fiume della Regione autonoma dello Xinjiang, nella Cina nord-occidentale. 
Scorre nella contea autonoma tagica di Tashkurgan ed è uno degli affluenti di sinistra del fiume Yarkand, nel bacino del Tarim.

## Percorso
Il Tashkurgan nasce nel Passo del Vachir, fra le montagne del Pamir, ad un'altitudine di circa 1830 m. Da lì scorre dapprima verso est, per poi fluire verso nord, attraverso una stretta gola. In seguito ripiega verso est e rientra nel Pamir orientale, per poi sfociare nel fiume Yarkand, dopo un percorso di circa 190 km.

## Etimologia
Il nome Tashkurgan, che il fiume condivide con l'omonima città, deriva dall'uiguro
تاشقۇرغان, che significa "città di pietra". Questo perché, nella zona, sin dall'antichità si registra la presenza di numerose fortezze e città costruite in pietra.